# اسپورتس آتوریتی
اسپورتس آتوریتی (انگلیسی: Sports Authority) شرکت خرده‌فروشی آمریکایی است، که در  ۱۹۸۷ تأسیس شد و هم‌اکنون متعلق به شرکت دیکس اسپورتینگ گودز می‌باشد.